# A121 (Росія)

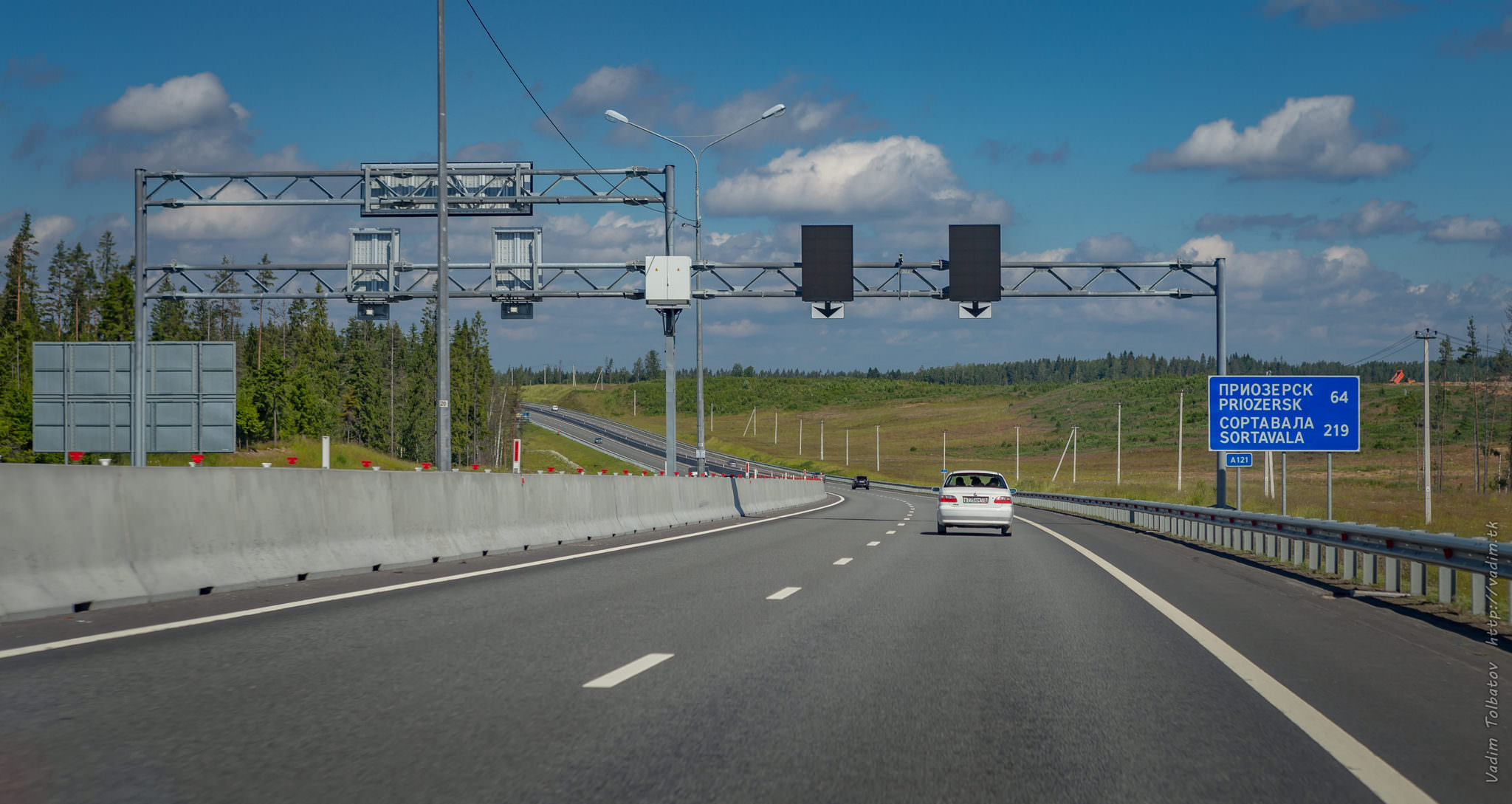
Автошлях А121 «Сортавала» влітку 2017 р.

Автошлях А121 "Сортавала" — автомобільна дорога загального користування федерального значення Санкт-Петербург — Сортавала — автомобільна дорога Р-21 "Кола".
До 31 грудня 2017 року одночасно застосовуються попередні облікові номери: А129 на ділянці Санкт-Петербург — Сортавала; А130 на ділянці Сортавала — Леметті; Р21 на ділянці Леметті — Пряжа. У той же час до 31 грудня 2017 допускається використання номера А121 для автодороги регіонального значення 41А-007 Санкт-Петербург — Струмки.
З квітня 2017 року до складу автодороги А-121 «Сортавала» увійшла автошлях «Під'їзд до МАВП «Вяртсиля» завдовжки 54 км. Станом на серпень 2018 року на ділянці з 0 до 29 км проводиться капітальний ремонт. Приведення в нормативний стан усієї автодороги «Під'їзд до МАВП «Вяртсиля» заплановано на кінець 2020 року.

## Траса слідування
Автошлях починається від КАД Санкт-Петербурга, будучи продовженням проспекту Енгельса, звідки йде на північ територіями Всеволожського та Приозерського районів Ленінградської області.
Далі йде на північний схід уздовж узбережжя Ладозького озера територією Республіки Карелія через міста Лахденпохья і Сортавала.
Після селища Хелюля автошлях повертає на схід, в селищі Ляскеля перетинає залізницю Р21 — Лодейне Поле та автодороги А130 (Олонець — Сортавала — Рускеала — Вяртсиля) і А131 (Піткяранта — Лоймола — Сулеярви) і селища Пряжа.
На території Ленінградської області до селища при станції Лосєве (близько 75 км) Новоприозерське шосе є чотирисмуговим асфальтованим шосе з відбійником посередині і розв'язками у двох рівнях; на деяких ділянках стоїть обмеження 110 км/год, обмеження швидкості вказано на табло АСУДД.
Обмеження в 110 км/год стоїть у літню пору з 1 по 73 км траси, в дощовий час на табло показують обмеження 90 км/год. Офіційно 110 дозволено з 9 по 57 км, за винятком 2-х розворотних петель, з серпня 2018  . Після Лосєва і далі до кордону з Карелією дорога стає 2-х смуговою.